# Медведовский Николаевский монастырь
Медведовский Николаевский монастырь, или Медведовский монастырь — недействующий мужской монастырь в честь святителя Николая Мирликийского, основанный в XVI—XVII веках и располагавшийся на территории Чигиринского уезда Киевской губернии.
Известно, что монастырь лежал на острове среди реки Тясмин в 3 вёрстах от местечка Медведовки (современное село Медведевка Черкасской области) между сёлами Трушевцами и Ивковцами.

## История
Первые документальные сведения о монастыре находятся в гетманских универсалах Юрия Хмельницкого (1661) и Павла Тетери (1663), в которых монастырю жаловались земельные угодья. Известно, что в 1663 году игумен монастыря Савватий сопровождал посольство Богдана Хмельницкого в Москву для сбора подаяния на монастырь.
Поскольку в универсалах упоминалось, что монастырь существует издавна, считается, что монастырь возник в конце XVI — начале XVII столетия.
В 1678 году во время Руины и после падения Чигирина Медведовский монастырь разделил участь всей южной Украины — был разорён татарами. Однако при уцелевшей церкви оставалось несколько человек монахов.
В 1711 году во время так называемого «сгона», то есть полного переселения всех жителей южной Киевщины на левый берег Днепра, монастырь опустел.
В 1731 году восстановлен, когда чигиринский староста, князь Ян Станислав Яблоновский выдал грамоту, разрешавшую восстановление монастыря «по давней фундации и эрекции (реконструкции)».
До 1787 года восстановлению препятствовало отсутствие монастырских документов, которые обнаружились в Свято-Николаевском Пустынно-Рыхловском монастыре.
Чигиринские старосты князья Ян Каэтан Яблоновский и Антоний Барнаба Яблоновский, подтвердили монастырское право на владение землями, принадлежавшими ему при гетманах, после чего монастырь стал увеличивать свои владения, приобретая мелкие угодья в окрестностях.
Монастырь неоднократно был разорён в XVIII веке.

## Монастырские храмы и святыни
В начале XX века монастыре было два храма: Николаевская пятиглавая соборная церковь, с приделами св. Архангела Михаила и Рождества Пресвятой Богородицы (изначально "Всех святых"), и церковь Богоявления Господня.
В XVIII столетии существовала в монастыре трапезная церковь во имя Рождества Пресвятой Богородицы.
В монастыре находилась чудотворная икона святителя Николая и частицы святых мощей, присланные в монастырь Киевским митрополитом Филаретом (Амфитеатровым) в 1846 году.

## Известные настоятели
Известно, что в 1663 году игумен монастыря Савватий сопровождал посольство Богдана Хмельницкого в Москву с целью сбора подаяния на монастырь.
В 1768 году во время вспыхнувшего крестьянского восстания игумен Виссарион удерживал монастырь от любого участия в восстании, чем навлёк на себя и монастырь народное негодование. После восстания от игумена потребовали принести повторную присягу Речи Посполитой, а поскольку он её не принёс, то был арестован и в кандалах препровождён в Варшаву. После чего отряд польских войск занял и ограбил монастырь. Три с половиной года игумен находился в заточении вместе с епископом Переяславским Виктором (Садковским).
В 1858—1867 годах настоятелем был игумен Иринарх, о котором известно, что он объединил с соборным храмом пристройки, служившие до того ризницей и казнохранилищем.